# 矢部喜正
矢部 喜正（やべ よしまさ、1940年（昭和15年）4月1日 - 2005年（平成17年）12月）は、日本の医学者（循環器病学）、東邦大学元教授。医学博士。
群馬県前橋市生まれ。群馬県立前橋高等学校、東京慈恵会医科大学医学部卒業。1973年に東邦大学より「冠動脈結紮犬における冠動脈間吻合の発達に関する研究」で医学博士の学位を取得。東邦大学医学部附属大森病院循環器センター長などを歴任。今では一般的となった心筋梗塞の治療に、バルーンによる血管拡張治療を始めた先駆者的存在であった。